# یواس‌اس سمپسون (دی‌دی-۳۹۴)
یواس‌اس سمپسون (دی‌دی-۳۹۴) (به انگلیسی: USS Sampson (DD-394)) یک کشتی بود که طول آن ۳۸۱ فوت (۱۱۶ متر) بود. این کشتی در سال ۱۹۳۸ ساخته شد.